# 焦国故城遗址
焦国故城遗址，位于山东省济宁市嘉祥县纸坊镇焦城村、朱街村、张街村、马街村，是中华人民共和国山东省文物保护单位之一。
2006年12月7日，授予山东省文物保护单位，是一座古遗址。